# Liste der Monuments historiques in Auterive (Haute-Garonne)
Die Liste der Monuments historiques in Auterive (Haute-Garonne) führt die Monuments historiques in der französischen Gemeinde Auterive auf.

## Liste der Bauwerke
| Bezeichnung    | Beschreibung                  | Standort | Kennzeichnung | Schutzstatus | Datum     | Bild           |
| -------------- | ----------------------------- | -------- | ------------- | ------------ | --------- | -------------- |
| Kirche St-Paul | Erbaut ab dem 13. Jahrhundert | (Lage)   | PA00094271    | Inscrit      | 1926 1990 | weitere Bilder |

## Liste der Objekte

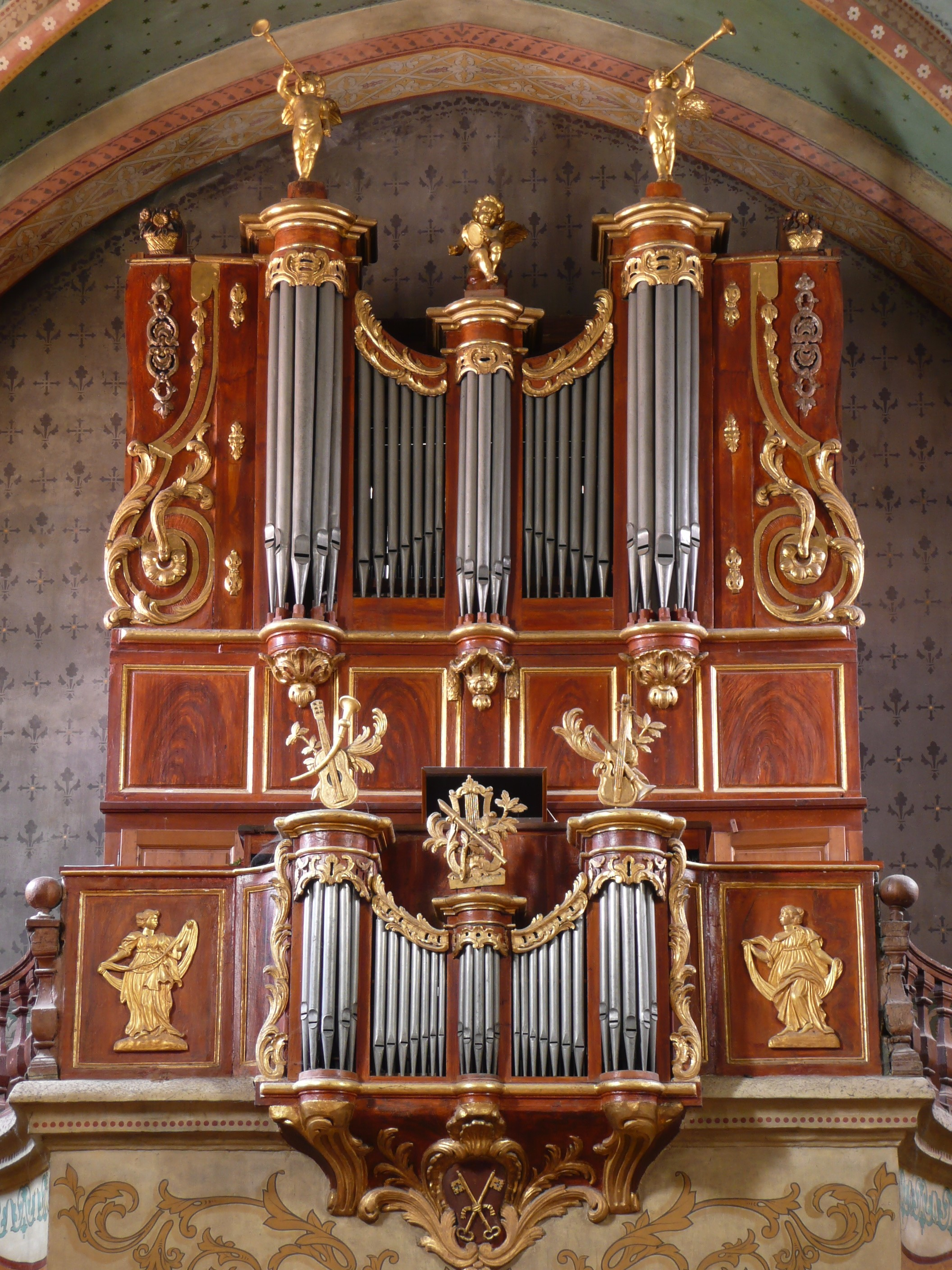
Orgel in der Kirche St-Paul

- Monuments historiques (Objekte) in Auterive (Haute-Garonne) in der Base Palissy des französischen Kultusministeriums